# Central University of Technology
Die Central University of Technology, kurz CUT, ist eine technische Universität in Bloemfontein in der südafrikanischen Provinz Freistaat. Ein weiterer Campus befindet sich in Welkom.
Das Technikon Free State eröffnete 1981 mit 285 Studierenden in einer ehemaligen Handelsschule. Seit 1988 wurden kontinuierlich Gebäude zugekauft und der Campus erweitert. 2004 erhielt die CUT den Status einer Universität. 88 % der Studenten sind Schwarze, der Frauenanteil liegt gesamt bei 49 %, 94 % der Studenten kommen aus Südafrika.

## Organisation
Die CUT wird von einem Vizekanzler und Prinzipal geleitet, zum Management gehören im Weiteren zwei stellvertretende Vizekanzler, ein geschäftsführender Direktor sowie ein Prüfungsbeamter. Der Kanzler hat repräsentative und symbolische Aufgaben, das Amt wird derzeit von Boet Troskie, einem Produzenten, Drehbuchautor und Schauspieler ausgeübt´. Die Leitung ist dem Universitätsrat verantwortlich, der die Leitlinien festlegt sowie die Finanzplanung und akademische Angelegenheiten verantwortet.
v
Die Universität befindet sich größtenteils auf einem Campus in Bloemfontein. Sie besteht aus vier Fakultäten:
- Fakultät für Wirtschaftswissenschaft
- Fakultät für Ingenieurwissenschaften und Informationstechnik
- Fakultät für Gesundheits- und Umweltwissenschaften
- Fakultät für Geisteswissenschaften.

Die Fakultäten sind unterteilt in Schools.
Daneben gibt es den Welkom Campus mit einer kleineren Auswahl an Studiengängen.

## Führungsfunktionen
Die höchste Repräsentationsfunktion (Chancellor) war/ist mit folgenden Personen besetzt:
- Mosiuoa Patrick Lekota (1997–2009)
- Boet Troskie (2010–2015)
- Mahube Molemela (2016–2023)
- Vincent Maphai (seit April 2024)